# 久慈城
久慈城（くじじょう）は、岩手県久慈市にあった日本の城。別称、新町館・八日館。岩手県指定史跡。

## 概要
久慈城は戦国時代の平山城で、九戸郡大川目村（現・久慈市大川目町字新町）に所在した。城跡は久慈川の左岸、新町集落の北方、大川目慈光院の東側の男山を利用して独立丘陵上に位置し、北側後背地に空濠がめぐらされ、南側は主郭部で南北に長い平場をなして、丘陵頂部より平坦地が3段に作り出されていた。ふもとに位置する堀屋敷と称される平場が日常の居城と思われる。現在は、本丸跡・堀が残っている。
城跡は、1973年（昭和48年）10月8日に久慈市指定史跡に指定されたのち、2022年（令和4年）4月8日に岩手県指定史跡に指定されている。

## 歴史
久慈氏の居城で、久慈修理助治政の養子、12代と伝えられる備前守信実の頃からが大川目八日館に居住したのが始まりと伝わるが、築城時期は不明だが、信実が当地に入ったのは文明年間（1469 - 87年）のころである。と、いわれている。（「摂待久慈家譜」）
天正19年（1591年）9月、久慈氏宗家である、久慈備前守直治は九戸信仲の三男中務政則を娘婿としたため、九戸政実の乱において九戸政実に荷担し、九戸城に籠城したが降伏し開城に伴い、主だった首謀者達とともに栗原郡三迫岩ヶ崎（現 宮城県栗原市）に送られ処刑され、久慈氏の嫡流が滅亡した。
没後、久慈城は南部信直の直轄下におかれることとなり、代官は久慈修理治興であった。
天正20年（1592年）、「諸城破却書上」には「糠部郡之内 久慈 山城 破 信直抱 代官 久慈修理」とあり、破却された。